# アルベルト・スピーシ
アルベルト・オラシオ・スピーシ（スペイン語: Alberto Horacio Suppici、1898年11月20日 - 1981年6月21日）は、ウルグアイの元サッカー選手、元サッカー指導者。元ウルグアイ代表監督。選手時代のポジションはMF。
1930 FIFAワールドカップでウルグアイ代表の指揮を執り、FIFAワールドカップ初代優勝監督となった事で有名である。また、優勝当時31歳で、同大会史上最年少優勝監督の記録を保有し続けている。

## クラブ歴
選手としては1915年にクルブ・ナシオナル・デ・フットボールで選手となり、1923年迄在籍した。

## 指導歴
1928年にウルグアイ代表監督に就任。翌年の南米選手権で初の大会指揮を執った。
1930 FIFAワールドカップでは、アンドレス・マサリを門限破りのために代表から落選させた。それでも地元開催の初代大会で優勝を記録した。

## 私生活
クルブ・ナシオナル・デ・フットボールに在籍中の1917年に、生まれ故郷のコロニア・デル・サクラメントにクラブ・プラサ・デ・デポルテス・コロニアを設立した。同クラブの本拠地は彼の名前を取ってエスタディオ・プロフェソール・アルベルト・スピーシと命名されている。なおプロフェソールは彼の愛称であった。
レーシングドライバーのエクトル・スピーシ・セデスはいとこにあたる。